# Legătură cvadruplă

Structura chimică a acetatului cromos sau acetat de crom (II); se poate observa legătura cvadruplă dintre Cr-Cr

În chimie, o legătură cvadruplă este o legătură chimică dintre două elemente chimice care presupune punerea în comun a opt electroni de legătură. Astfel, funcționează în mod similar cu celelalte legături multiple, precum dublă sau triplă. Cele mai stabile legături cvadruple se regăsesc la metalele tranziționale din blocul d, precum reniu, wolfram, technețiu, molibden și crom. De obicei, liganzii care sunt implicați în realizarea legăturilor cvadruple sunt donori π, dar nu și acceptori π.